# Dasyhelea georgei
Dasyhelea georgei är en tvåvingeart som beskrevs av Huttel 1954. Dasyhelea georgei ingår i släktet Dasyhelea och familjen svidknott.
Artens utbredningsområde är Frankrike. Inga underarter finns listade i Catalogue of Life.